# Lajosháza
Lajosháza Gyöngyössolymos községhez tartozó kedvelt üdülő és kirándulóhely a Mátrában. Korábban a Mátravasút egyik csomópontja volt.

## Fekvése, megközelítése
Lajosháza a Mátra hegységben, Gyöngyössolymos területén a Nagy-patak völgyében található, körülbelül ugyanannyi távolságra Galyatetőtől és Gyöngyöstől.
Gyöngyösről elérhető a 324-es számú (Gyöngyös–Gyöngyössolymos–Lajosháza–Szalajkaház)  kisvasúti vonalon, vagy Gyöngyössolymosról jól járható föld- és aszfaltozott úton, de elérhető a Mátra turistaútjain is.

## Mátravasút
Lajosháza a Mátravasút egykori elágazó állomása volt, itt ágaztak el a Szén-patak völgyében futó blokkházi és cseternási, illetve a Nagy-patak völgyében futó nyírjesi vonalak. A hálózat felszámolásával az 1980-as évekre a kisvasút Lajosházáig rövidült vissza. 2009 októberében meghosszabbították a vasútvonalat a Szén-patak völgyében, melynek során visszaépítettek 3,5 km korábban felszedett vasúti pályát a Szalajkaházig.

## Külső hivatkozások
- Lajosháza Archiválva 2019. január 9-i dátummal a Wayback Machine-ben
- Képek a Mátravasútról
- Mátravasút üzemeltetőjének honlapja